# Rhododendron pingianum
Rhododendron pingianum är en ljungväxtart som beskrevs av Ding Fang. Rhododendron pingianum ingår i släktet rododendron, och familjen ljungväxter. Inga underarter finns listade i Catalogue of Life.